# 光盖鳞盖蕨
光盖鳞盖蕨（学名：Microlepia glabra）为姬蕨科鳞盖蕨属下的一个种。

## 扩展阅读
- 維基物種上的相關：光盖鳞盖蕨